# Psychopsis gracilis
Psychopsis gracilis är en insektsart som beskrevs av Robert John Tillyard 1919.
Psychopsis gracilis ingår i släktet Psychopsis och familjen Psychopsidae. Inga underarter finns listade i Catalogue of Life.